# Morazone
Morazone (Novartrina, Orsimon, Rosimon-Neu, Tarcuzate) là một loại thuốc chống viêm không steroid (NSAID), ban đầu được phát triển bởi công ty dược phẩm Đức Ravensberg vào những năm 1950, được sử dụng làm thuốc giảm đau. Nó sản xuất phenmetrazine như một chất chuyển hóa chính và đã được báo cáo là đã bị lạm dụng như một loại thuốc giải trí trong quá khứ.